# Bennettisca laguna
Bennettisca laguna är en stekelart som beskrevs av John S. Noyes 2004. Bennettisca laguna ingår i släktet Bennettisca och familjen sköldlussteklar.
Artens utbredningsområde är:
- Costa Rica.
- Ecuador.

Inga underarter finns listade.